# New Zealand Road Code
Der New Zealand Road Code der neuseeländischen New Zealand Transport Agency ist eine offizielle Zusammenfassung der Verkehrsregeln für die Sicherheit und der rechtlichen Vorschriften des neuseeländischen Straßenverkehrsrechtes und dient auch als Grundlage für die Prüfung zum Erwerb einer Fahrerlaubnis.
Die allgemeinen gesetzlichen Regelungen zum Straßenverkehr finden sich im Land Transport Act 1998 und seinen Ergänzungen wie zuletzt dem Land Transport Amendment Act 2009.
Der Code wird in vier Ausgaben für Pkw und andere leichte Kraftfahrzeuge, Lkw, Motorräder und Fahrräder online und als Printausgabe publiziert. Die letzte größere Änderung der Verkehrsregeln für Pkw erfolgte am 20. April 2012. Änderungen werden von der NZTA auch auf ihrer Website publiziert.